# Aguascalientes (miasto)
Aguascalientesⓘ – miasto w środkowym Meksyku, na przedgórzu Sierra Madre Zachodnia, stolica stanu Aguascalientes oraz gminy o tej samej nazwie. Leży nad rzeką Río Aguascalientes. W 2014 roku miasto liczyło około 766,4 tysięcy mieszkańców. Wraz z miejscowościami Jesus María i San Francisco de los Romo tworzy obszar metropolitalny zamieszkały przez ponad milion mieszkańców.
Miasto jest głównym ośrodkiem gospodarczym stanu Aguascalientes. Okolica ma charakter rolniczy, uprawa oparta jest częściowo na sztucznym nawadnianiu. Uprawia się głównie zboża (przede wszystkim kukurydza), rośliny strączkowe, warzywa oraz drzewa owocowe. Ma miejsce również hodowla bydła. W mieście rozwinęło się rzemiosło oraz przemysł spożywczy. Ponadto ma miejsce wydobycie rud ołowiu. Aguascalientes to ośrodek turystyczny, dzięki znajdującym się w mieście uzdrowiskom – gorące źródła, między innymi siarczane. W 1973 roku został założony uniwersytet.

## Demografia
|  |

## Miasta partnerskie
- San Luis Potosí, Meksyk
- Temple, Stany Zjednoczone
- Lynwood, Stany Zjednoczone

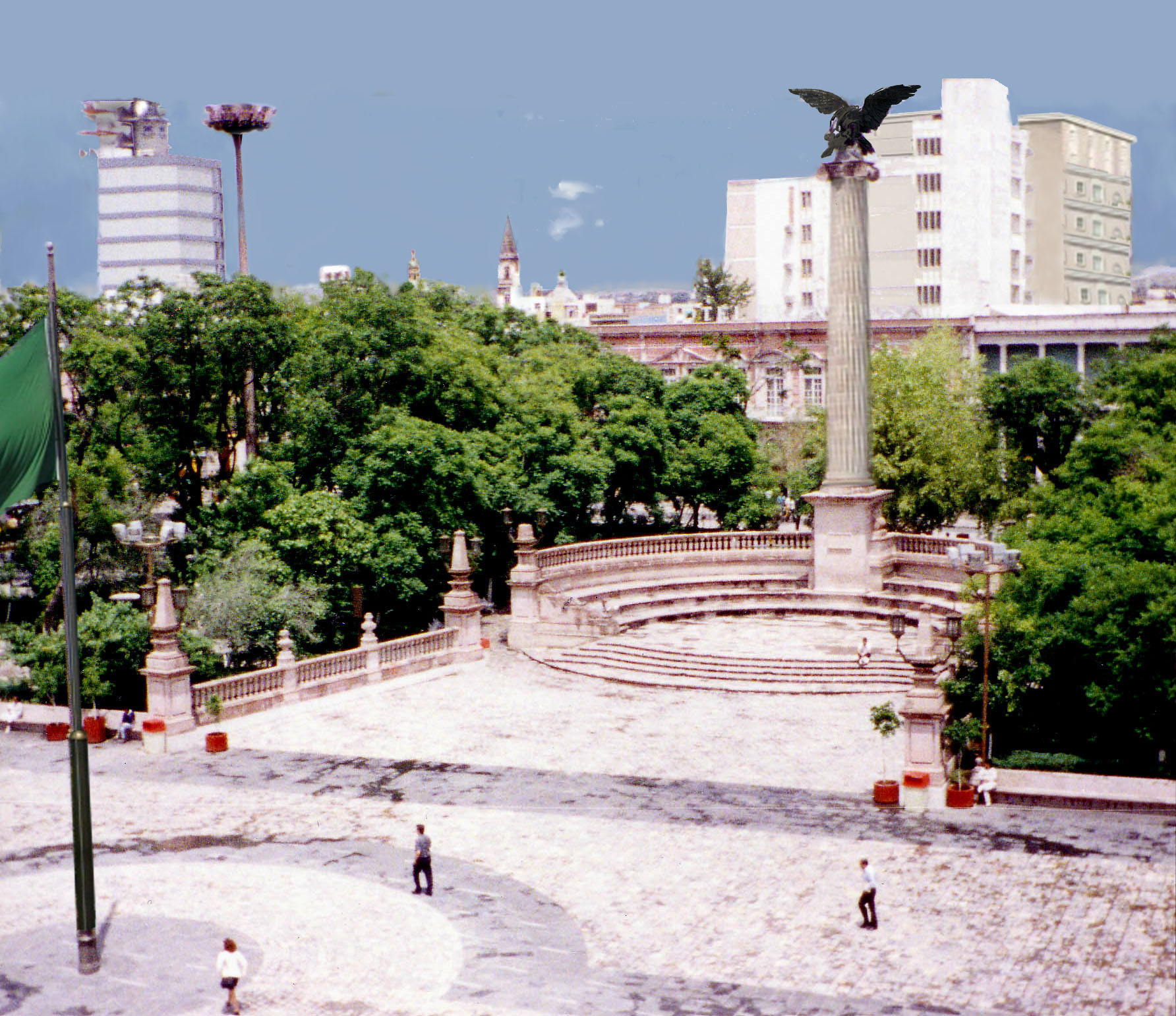
Centralny plac w Aguascalientes